# بئيري
بييري (بالعبرية: בְּאֵרִי‏) هو كيبوتس في جنوب إسرائيل . وتقع بالقرب من الحدود الشرقية مع شمال غرب قطاع غزة في صحراء النقب . 